# Selma (namn)
För andra betydelser, se Selma.
Kvinnonamnet Selma är från början ett keltiskt namn, efter orten Shelma som betyder "vacker utsikt". Det förekom i Ossians sånger av James Macpherson (1761–1763). Sedan använde den tyske poeten Friedrich Gottlieb Klopstock Selma i sin dikt Selmar und Selma (först tryckt 1771). Selma började användas i Sverige i slutet av 1700-talet efter att Frans Michael Franzén gjort det känt genom romantiska dikter (den första trycktes 1793) om en kvinna med detta namn.
Selma kan också vara en kortform av det tyska namnet Anselma, femininformen av Anselm.
Runt förra sekelskiftet var Selma något av ett modenamn och just nu[när?] är trenden växande.
31 december 2009 fanns det totalt 5 467 personer i Sverige med förnamnet Selma, varav 3 689 med det som tilltalsnamn. År 2003 fick 235 flickor namnet i Sverige, varav 167 fick det som tilltalsnamn.
Selma är även ett turkiskt namn och betyder frisk, kommer från arabiska Selme eller Salma med samma betydelse
Svensk namnsdag: 27 juni (sedan 1901), tillsammans med Fingal. I den finlandssvenska namnsdagslängden har Selma namnsdag 5 december sedan starten 1929, då en egen namnsdagskalender togs i bruk för finlandssvenskar.

## Personer med förnamnet Selma
- Selma Billström, författare
- Selma Blair, amerikansk skådespelare
- Selma Ek, operasångerska
- Selma Giöbel, konstnär
- Selma Gräfin von der Gröben, tysk filantrop och feminist
- Salma Hayek, mexikansk-amerikansk skådespelare
- Selma Jacobsson, fotograf
- Selma Lagerlöf, författare, nobelpristagare, ledamot av Svenska Akademien
- Selma Charlotta Aurora Palmgren, skådespelare
- Selma Zuhr, skådespelare
- Zelma Hedin, skådespelare

### Fiktiva personer med namnet Selma
- Servitrisen Selma på Stadshotellet i TV-serien Hedebyborna, spelades av Lena-Pia Bernhardsson (1978, 1980 och 1982)
- Selma Bouvier i TV-serien Simpsons
- Selma Olsson, Lilla Fridolfs hustru och huskors